# Slaget vid Kletsk
Slaget vid Kletsk (Vitryska: Бітва пад Клецкам) ägde rum den 20 april 1706, och slutade med en förkrossande svensk seger.
Efter att svenskarna i belägringen av Lachowicze stängt in runt 1 000 kosacker och 300 polsk-litauiska soldater, skickade den zaporizjzjska hetmanen Ivan Mazepa, en understödsstyrka på 4 700 man som den ryske Vojevoden Semjon Nepljujev och den Zaporizjzjska översten Danylo Apostol tog ledning av. Denna började tåga mot det belägrade Lachowicze i mitten av april och efter några dagars marscher anlände de till staden Kletsk, där de slog upp läger. Efter ett tag fick den svenska belägringskaptenen Carl Gustaf Creutz vetskap om detta, och han samlade genast ihop en armé för att möta de kosack-rysk ursprungliga trupperna. Ryttaroffensiven resulterade i en väldigt lyckad överraskningsattack och svenskarna stod som segrare.

## Striderna vid Kletsk
Den 19 april klockan 11 på kvällen, började Carl Gustaf Creutz och hans 1 500 ryttare tåga mot Kletsk, dit tusentals fiendesoldater tidigare slagit läger. Kvar vid Lachowicze lämnades Johan Reinhold Trautvetter och hans femhundra dragoner som innan utkämpat slaget vid Nieśwież. Morgonen efter anlände svenskarna, och de förberedde sig genast inför ett anfall mot den zaporizjzjska styrkan vars vaktade en femhundra meter lång kavelbrygga gående över sumpmarkerna in till staden. Danylo Apostol, befälhavare över dessa, antog striden och bemötte det inrusande kavalleriet ett avstånd bort från bryggan. Det blev ingen långvarig konflikt utan kosackerna blev snabbt överrumplade och till flykt försökte de ta sig över till Kletsk, där ryssarna höll till. Men efter att ett antal proviantvagnar blockerat deras flyktväg och uppstått dem med tumult blev de brutalt nedtrampade eller utjagade i sumpmarkerna där de svenska ryttarna lätt kunnat döda dem. Danylo Apostol hade även fått sin häst ihjälskjuten under striderna men lyckats fly på en annan.
Ungefär samtidigt hade den ryska vojevoden Semjon Nepljujev försökt samla sina trupper och kanoner för att bistå kosackerna, men valde även han att fly efter att ha beskådat nederlaget vid bryggan, de övergivna kanonerna vändes då om och avfyrades i de flyendes riktning efter att svenskarna i deras frammarsch tagit kontroll över dessa. Flera styrkor av ryssar och zaporizjzjska kosacker intog försvarsställningar inuti själva staden där det var tänkt att motstå kavallerichocken. Gator och torg hade förstärkts och i flera hus hade ryska streltser soldater placerats ut för att på höjd kunna skjuta de inrusande svenskarna, det berättas att, >>alle wäggarne på husen äro rispade af deras skott och kulor.  
Det var här de hårdaste striderna höll till, men efter ett tag hade även många av de stadsvaktande ryska förbanden blivit slagna och sökt sin flykt ut ur staden mot de öppna fälten i öst och söder riktning i försök av att undkomma kavalleriet, men de flesta blev skoningslöst nedhuggna av de förföljande svenska och polska ryttarna, andra blev dränkta i närliggande träsk. Den officiella svenska berättelsen förtäljer att de flyende soldaterna hade >>ifrån sig kastat både gewähr och kläder, och således uti bara skjortan sökte att rädda sig. 

## Förluster och efterföljd

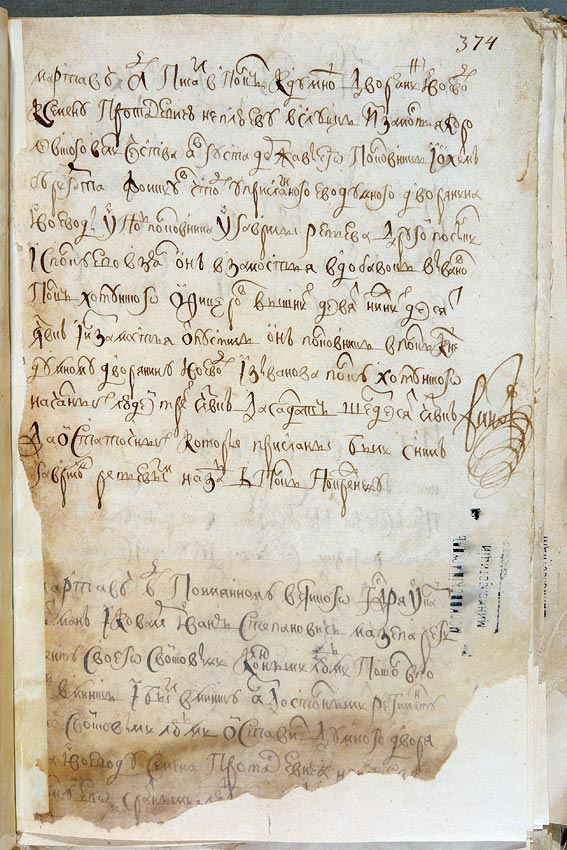
Semjons försvarsskrift

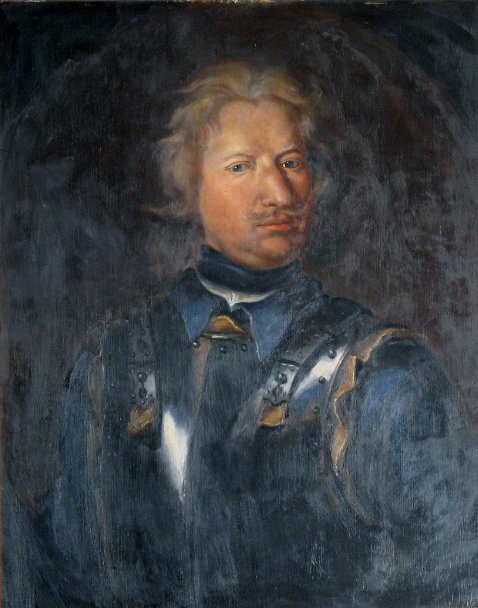
Carl Gustaf Creutz

Johan Heinrich Cibinski, den tyske borgmästaren i Kletsk kunde senare efter striden räkna till att hela 2 025 ryska och zaporizjzjska kroppar hittats döda i staden och senare blivit begravda, men att det troligtvis funnits lika många utanför staden vid alla omkringliggande fält, träsk och skogar. Svenskarnas förluster uppgavs till endast femton döda och ett tjugotal skadade. Kosack översten, Petro Pryma, hade tagits till fånga tillsammans med sjuttio andra ryska och zaporizjzjska soldater, fyra kanoner, sexton fanor och 2 000 hästar hade även blivit erövrade. 
Semjon Nepljujev, som under striderna blivit sårad i sin vänstra arm, skrev senare en försvarsskrift till Tsar Peter I, att svenskarnas styrka hade övergått hans egna och lade också all skuld på den zaporizjzjska hetmanen Mazepa, som påstått att svenskarna vid Lachowicze bara uppgått till knappt åttahundra soldater, men att man nu har mött ett vida större förband.
Slaget resulterade inte i något avgörande för fälttåget, men var däremot ett viktigt skede för den svenska krigsmakten vilken än en gång bevisade sig vara en tuff och näst intill oövervinnlig armé för ryssarna att bemöta på öppet fält. 
När den svenska styrkan på tågande återvänt till det belägrade Lachowicze, med alla sina krigsfångar och erövringar, hade de innestängda soldaterna förstått nederlaget och drabbats av avskyvärt försvagad moral. Kort därefter hade de kapitulerat.
Den 7 maj, besökte kungen av Sverige Karl XII slagfältet vid Kletsk och konstaterade att segern varit större än vad han först kunnat ana, kort därefter blev översten Carl Gustaf Creutz befordrad till generalmajor efter sina heroiska insatser. 
Creutz tillfångatogs senare av ryssarna i kapitulationen vid Perevolotjna - efterskedet av slaget vid Poltava, svenskarnas hårdaste nederlag i det stora nordiska kriget - men återvände sedan till Sverige år 1722 och övertog befälet för det nyuppsatta Livregementet till häst. Creutz deltog också i landstigningen vid Humlebæk tillsammans med Karl XII, och utmärkte sig även i övergången av Düna.

## Regementen som deltog under slaget

### Sverige
- Livregementet till häst
- Östgöta kavalleriregemente
- Smålands kavalleriregemente
- Stenbocks dragonregemente

### Ryssland och kosackerna
- Pereyaslavs regemente
- Myrhorods regemente
- Semen Neplyuevs regemente